# Cynortopyga
Cynortopyga is een geslacht van hooiwagens uit de familie Cosmetidae.
De wetenschappelijke naam Cynortopyga is voor het eerst geldig gepubliceerd door Roewer in 1947. 

## Soorten
Cynortopyga is monotypisch en omvat slechts de volgende soort:
- Cynortopyga h-album